# Абдучелил Левни
Абдучелил Левни (1680-их-1732) био је османски минијатуриста из 18. века и царски сликар за време владавине Мустафе II и Ахмета III. Био је врло познат сликар за време периода лала, са традиционалним, али и иновативним стилом.

## Биографија
Абдучелил Левни је био рођен у Једренима, и вероватно је припадао богатој породици, због порекла његовог презимена. Левни је почео да ради у Истанбулу за време Мустафе II, и постао је јако познат у палати. Умро је у Истанбулу током раног 18. века.

### Дела
Левнијева најпознатија дела су: Kebir Musavver Silsilename, Surname-i Vehbi и Album.
Радио је и портрете султана, а његов рад је био под утицајем стилова са запада. Левнијев стил у овом делу очигледан је по величини и боји портрета у књизи. Његови портрети су велики, а субјекти су окренути 3/4 десно или лево од погледа гледаоца. Осим тога, користио је широк спектар боја, и светлих примарних и пастелних тонова. Његова комбинација палета боја била је иновативна за своје време и уступила је место новом стилу османске минијатурне уметности.
Surname-i Vehbi је свечана књига која садржи низ минијатура које приказују сцене из обрезивања султанових синова 1720. године. Догађај се славио петнаест дана и петнаест ноћи и укључивао је дворске поворке. Минијатуре у Surname-i Vehbi су разрађене, хватајући различите углове кретања у широком спектру боја и облика. Постоје и докази о персијском утицају на сликама, од којих су неки примери културни предмети у позадини и одећа неких фигура.
Слике са Албума осликавају свакодневни живот у Османском царству током периода лала. У њему је Левни насликао портрете различитих људи племенитог и скромног порекла у различитим позама и обављајући свакодневне активности. Свака слика је одвојена од осталих и има своју композицију боја и садржај. Стилови одеће, узорци тканина и врста активности одражавају финоћу и богатство периода лала.

## Галерија
- Минијатура Мурата IV.
- Минијатура из Surname-i Vehbi.
- Минијатура слушкиње у палати.
- Минијатура младе жене.
- Минијатура из Surname-i Vehbi.